# うろたん
うろたん（7月15日 - ）は、日本の漫画家・イラストレーター。男性。

## 概要
可愛らしい顔立ちと柔らかい肌の描写で人気を集める。成人向け漫画『Newmanoid CAM』の帯では、『最強汁絵師』という煽り文が付けられていた。この他、アダルトゲームの原画など、成人向け分野での活動が主であったが、2005年以降はライトノベル『アストロ!乙女塾!』のイラストレーターとしても活躍している。
『Newmanoid CAM』の後書きでは「今後も漫画を中心にビシビシ活動していきたい」と述べていたが、これ以降、商業漫画家としての活動は殆ど行っていなかった。その後、2006年8月のインタビューで今年の目標として漫画の執筆を掲げ、また「パワーアップする為目下勉強中。早く描き切りたい」と話す。そして同年の『COMICパピポ』12月号にて『Newmanoid CAM episode11』を執筆、商業漫画家としての復活を果たした。なお同作はパピポ休刊後は掲載誌を『コミックホットミルク』に移して2009年4月号で完結し、2010年にはOVA化もなされた。
2010年、『月刊コンプエース』7月号に漫画『ストライクウィッチーズ キミとの絆のカタチ』が掲載された。以降の連載も予告されたが、うろたんは自身のホームページで「ボロボロの状態で更に唐突に予告を打たれてしまった」「今後の流れは完全に未定」という旨の発言をしている。
サークル『うろぴょん☆』を主宰し、同人活動も行っている。幼い顔立ちに釣り合わぬ巨乳の美少女を描くことが多い一方、アイスちゃん（通称・えここ）のようなぷに萌えキャラを描くこともある。発行する同人誌の大半は成人向けである。

## エピソード
- 電気通信大学在学中からイラストレーターや漫画家として活動していた。2003年3月に大学卒業。
- 好物は寿司・マンゴー・デカビタC[1]。
- 『アストロ！乙女塾！』作者の本田透は、シリーズ2冊目の『僕は生徒会長に恋をする』の執筆後、「もっと凄いストーリーを書かなければ、完全に絵に負けている…も、申し訳ありません…」と考え、一念発起したという。

## 作品リスト

### 単行本
- 『Newmanoid CAM』 （2005年6月、フランス書院〈Xコミックス〉、ISBN 4-8296-7883-6）
- 『Newmanoid CAM』 （コアマガジン、全2巻）
  - Vol.1 2010年4月19日[4]、〈メガストアコミックス255〉、ISBN 978-4-86252-658-8）
  - Vol.2 初回限定版 2010年4月19日[4]、〈メガストアコミックス256〉、ISBN 978-4-86252-769-1）
  - Vol.2 通常版 2010年5月19日[4]、〈メガストアコミックス260〉、ISBN 978-4-86252-659-5）

### 同人誌
- Eco Splash 1〜6
- Miracle Sweet Dream 1〜2
- すもももももももものうち 1〜2
- WATER
- white & black
- prototypes 0.1
- コンペイトウプラネッツ
- 恋する妹はせつなくてお兄ちゃんを想うとすぐHしちゃうの原画集
- cosmos x cosmos
- 魔法大戦画集
- 桃色忍法秘伝書
- Manaka Library
- SASARA式DROP
- このみ・Sweetheart
- クリームコロネ症候群
- RIN SPLASH
- Milkie Strike 1〜2

### ゲーム
- 『恋する妹はせつなくてお兄ちゃんを想うとすぐHしちゃうの』 （2003年7月25日、CAGE）
- 『ナイトウィザード 魔法大戦 〜The Peace Plan to Save the World〜』 （2004年6月25日、RUNE）
- 『ももいろガーディアン』 （2009年9月18日、アリスソフト）

### アダルトアニメ
- 『Newmanoid CAM ～キャム＝キャスティン～』 （2010年5月19日、PIXY〈PIXYコアマガジン〉、JAN 4545291001535）

### ライトノベル
- 『アストロ!乙女塾!』シリーズ （2005年 - 2006年、著：本田透、集英社スーパーダッシュ文庫）

### グッズ
- 『ToHeart2 XRATED』 ささら抱き枕カバー（2007年、アクシア）
- 『ToHeart2 XRATED』 まーりゃん先輩抱き枕カバー（2007年、アクシア）